# Honorificabilitudinitatibus

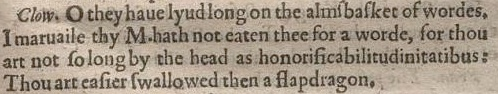
Textstelle in der ersten Quarto-Ausgabe von Verlorene Liebesmüh (1598)

Honorificabilitudinitatibus ist ein mittellateinisches Wort, das William Shakespeare in seiner Komödie Verlorene Liebesmüh verwendete und das in der Folge in der englischsprachigen Welt eine gewisse Berühmtheit erlangt hat.
Das Wort erscheint in der ersten Szene des fünften Aktes. Costard (deutsch auch Schädel), ein neckischer Witzbold, persifliert damit die gestelzte und von Latinismen durchsetzte Sprache des Schulmeisters Holofernes:
| O, they have lived long on the alms-basket of words. I marvel thy master hath not eaten thee for a word; for thou art not so long by the head as honorificabilitudinitatibus: thou art easier swallowed than a flap-dragon. | O sie zehren schon lange aus dem Almosenkorb der Worte. Mich wundert, daß dein Herr dich nicht schon als ein Wort aufgegessen hat; denn du bist von Kopf zu Fuß noch nicht so lang als honorificabilitudinitatibus: man schlingt dich leichter hinunter als ein Mandelschiffchen. (aus der Prosa-Übersetzung von W. H. Graf von Baudissin, 1839) |

Die Form honorificabilitudinitatibus ist der Ablativ Plural des Wortes honorificabilitudinitas, das „Ehrenhaftigkeit“ bedeutet, aufgeschlüsselt nach Morphemen wörtlich „Fähigkeit, Ehre zu erringen“. Mit 27 Buchstaben ist es das längste Wort im Werk Shakespeares. Samuel Johnsons Dictionary of the English Language (1755) führte es in der anglisierten Form honorificabilitudinity als längstes Wort der gesamten englischen Sprache an. Es ist zudem eines der seltenen Wörter, bei denen sich Konsonanten und Vokale abwechseln. (Weitere Beispiele sind "unimaginatively" oder "verisimilitudes".)
Auch da es nur einmal im Shakespeare-Korpus erscheint, also darin ein Hapax legomenon darstellt, wurde das Wort zum Gegenstand von Spekulationen seitens einiger so genannter Anti-Stratfordianer. Die Frage, ob Shakespeare tatsächlich der Autor der ihm zugeschriebenen Werke ist, beschäftigt die englische Philologie seit dem 17. Jahrhundert – anti-Stratfordians ist in dieser Diskussion der Sammelbegriff für diejenigen Kritiker, die die Autorschaft Shakespeares in Frage stellen. Eine erstmals 1856 formulierte und bis heute häufig kolportierte, wenn auch sehr zweifelhafte Theorie hält Francis Bacon für den Urheber der Shakespeare zugeschriebenen Stücke. Sir Edwin Lawrence-Durning suchte diese Annahme 1910 in seinem Buch Bacon Is Shakespeare durch die Behauptung zu beweisen, dass honorificabilitudinitatibus tatsächlich ein Anagramm sei, mit dem Bacon das Stück chiffriert signiert habe. Der Klartext lautet nach Lawrence-Durning hi ludi, F. Baconis nati, tuiti orbi, lateinisch für „Diese Stücke, gezeugt von F. Bacon, sind der Welt erhalten“. Die Abwegigkeit dieser These wurde seither vielfach persifliert, unter anderem 1970 vom amerikanischen Autor John Sladek, der die Buchstaben zur Wortkette I, B. Ionsonii, uurit [writ] a lift'd batch arrangierte und so „bewies“, dass der Autor der Shakespearschen Stücke vielmehr Ben Jonson war.
Tatsächlich ist das Wort keineswegs eine Wortschöpfung Shakespeares. Laut dem Oxford English Dictionary (OED) ist es erstmals in einer auf Latein verfassten Urkunde aus dem Jahr 1187 bezeugt. Dante Alighieri führte honorificabilitudinitate in seiner sprach- und stilkundlichen Schrift De vulgari eloquentia (1303–05) als Beispiel für ein besonders langes Wort an. In der von Shakespeare gebrauchten Ablativform begegnet es auch in einer lateinischen Passage der 1549 auf Scots verfassten Klageschrift The Complaynt of Scotland. Der erste Nachweis für das Wort in einer Schrift in englischer Sprache stammt laut OED aus dem Jahr 1598; die Entstehung von Verlorene Liebesmüh wird meist um das Jahr 1595 datiert.
James Joyce griff das Wort in Ulysses mit Verweis auf Shakespeare in einer seiner vielen Portmanteau-Passagen auf. Im Kapitel Scylla und Charybdis heißt es:

“Like John o’Gaunt his name is dear to him, as dear as the coat and crest he toadied for, on a bend sable a spear or steeled argent, honorificabilitudinitatibus, dearer than his glory of greatest shakescene in the country.”

In der Zeichentrickserie Pinky und der Brain taucht in Folge 8 der ersten Staffel (Napoleon Brainaparte, 1995) das Wort honorificabilitudinitatibus auf: Im Abspann wird es als Beispiel der regelmäßig dort erklärten langen, unverständlichen Wörter verwendet.